# Lahmar (distrito)
KLahmar é um distrito localizado na província de Béchar, Argélia, e cuja capital é a cidade de mesmo nome, Lahmar. Segundo o censo de 2008, a população total do distrito era de 3 574 habitantes.

## Municípios
O distrito está dividido em três comunas:
- Lahmar
- Mogheul
- Boukaïs